# Estació de Granollers-Canovelles
Granollers-Canovelles (antigament també anomenada Estació del Nord) és una estació de ferrocarril propietat d'adif situada a la població de Granollers, propera al límit municipal amb Canovelles, a la comarca del Vallès Oriental. L'estació es troba a la línia Barcelona-Ripoll per on circulen trens de la línia R3 de Rodalies de Catalunya operat per Renfe Operadora.
Aquesta estació de l'antiga línia de Barcelona a Sant Joan de les Abadesses (actualment el tram Ripoll - Sant Joan és una via verda) va entrar en servei l'any 1896 quan es va obrir un nou ramal per evitar pagar un cànon a MZA per utilitzar la línia de Girona, des de Granollers Centre, per arribar a Barcelona. Aquest nou ramal de Sant Martí de Provençals a Llerona finalment només es va construir fins a Montcada on enllaça amb la línia de Manresa.
L'any 2019 va registrar l'entrada de 487.000 passatgers.
Part dels trens procedents de l'Hospitalet de Llobregat finalitzen aquí el seu recorregut i hi tornen a sortir. D'altra banda una part dels trens de rodalia actuen com a regionals cadenciats amb destinació Ripoll, Ribes de Freser o la Tor de Querol.
| Rodalia de Barcelona      |                   |            |                                              |                         |
| Procedència/Destinació    | <                 | Línia      | >                                            | Procedència/Destinació  |
| L'Hospitalet de Llobregat | Parets del Vallès |            | Les Franqueses del Vallès                    | terminal La Garriga Vic |
| L'Hospitalet de Llobregat | Parets del Vallès | La Garriga | Ripoll / Ribes de Freser / La Tor de Querol¹ |                         |

¹ En aquesta estació paren els regionals cadenciats direcció Ripoll / Ribes de Freser / Puigcerdà / La Tor de Querol.